# Терентьев, Алексей Григорьевич
Алексей Григорьевич Терентьев (17 января 1936 - 22 апреля 2024) — советский и российский математик, доктор физико-математических наук, профессор,  заслуженный деятель науки Российской Федерации (2008).
Родился в с. Преображенка Стерлитамакского района Башкирской АССР.
В 1960 году окончил Берлинский университет имени Гумбольдта, куда был переведён после 3 курса математического отделения физико-математического факультета Казанского государственного университета. До 1968 года работал в НИИ математики и механики им. Н. Г. Чеботарёва (Казань).
В 1965 г. защитил кандидатскую диссертацию:
- Некоторые задачи кавитационного обтекания препятствий : диссертация … кандидата физико-математических наук : 01.00.00. — Казань, 1965. — 111 с. : ил.

С 1968 по 2003 год в Чувашском университете (Чебоксары): в 1971—1976 декан физико-математического факультета, с 1978 зав. кафедрой прикладной математики, одновременно в 1983—1992 проректор по научной работе, с 1992 г. профессор кафедры высшей математики и теоретической механики. С 2003 года работал там же по совместительству.
В 1973 году защитил докторскую диссертацию «Плоские стационарные задачи теории струйных и кавитационных течений». В 1976 году присвоено звание профессора.
С 2003 г. профессор Чебоксарского института (филиала) государственного образовательного учреждения высшего профессионального образования «Московский государственный открытый университет» (с 2012 г. Гуманитарно-экономический институт имени B. C. Черномырдина).
Создал аналитические и численные методы решения краевых задач для сингулярных и полигармонических функций, сформулировал и решил вариационную задачу об ускорении проводника до космических скоростей, разработал математическую теорию кавитационных течений и др.
Участник IV Международного симпозиума по кавитации в Саппоро, Япония, 2003 г., VIII Международной конференции по скоростным судам в С.-Петербурге, 2005 г., V Международного симпозиума по кавитации в Вагенингене, Голландия, 2006 г.
Заслуженный деятель науки Российской Федерации (01.02.2008). Лауреат премии имени академика Л. И. Седова Российского Национального комитета по теоретической и прикладной механике 2011 года.
Сочинения:
- Математические вопросы кавитации : учебное пособие / А. Г. Терентьев ; Чувашский гос. ун-т им. И. Н. Ульянова. — Чебоксары : ЧГУ, 1981. — 131 с. : ил.; 20 см.
- Численные методы в гидродинамике : Учеб. пособие / А. Г. Терентьев, К. Е. Афанасьев; Чуваш. гос. ун-т им. И. Н. Ульянова. — Чебоксары : ЧГУ, 1987. — 79,[15] с. : ил.; 22 см.
- Теория упругости с элементами сопротивления материалов и пластичности [Текст] : учебное пособие для студентов вузов, обучающихся по строительным специальностям 270102 «Промышленное и гражданское строительство», 271101 "Строительство уникальных зданий и сооружений " / А. Г. Терентьев ; М-во образования и науки Российской Федерации, Федеральное гос. бюджетное образовательное учреждение высш. образования «Чувашский гос. ун-т и. И. Н. Ульянова». — Чебоксары : Изд-во Чувашского ун-та, 2016. — 263 с. : ил., табл.; 21 см; ISBN 978-5-7677-2293-8 : 300 экз.
- Граничные задачи линейной гидродинамики : Учеб. пособие / А. В. Галанин, А. Г. Терентьев. — Чебоксары : ЧГУ, 1984. — 83 с.; 21 см.
- Динамика сплошной среды с границами раздела : [Сб. ст.] / Чуваш. гос. ун-т им. И. Н. Ульянова; [Редкол.: А. Г. Терентьев (отв. ред.) и др.]. — Чебоксары : ЧГУ, 1982. — 147 с. : ил.; 21 см.
- Динамика сплошных сред с границами раздела : Межвуз. сб. / Чуваш. гос. ун-т им. И. Н. Ульянова; [Редкол.: А. Г. Терентьев (отв. ред.) и др.]. — Чебоксары : ЧГУ, 1983. — 131 с. : ил.; 21 см.